# Simon Gregorčič
Simon Gregorčič (ur. 15 października 1844 we Vrśnie, zm. 24 listopada 1906 w Gorycji) – słoweński poeta i duchowny.

## Życiorys
Tworzyć wiersze zaczął w szkole średniej, poświęcając je treściom patriotycznym, edukacyjnym i filozoficznym. W dorosłym życiu wydał cztery zbiory poezji (1882, 1888, 1902 i 1908). Poruszył w nich problemy egzystencjonalne i patriotyczne. Jego twórczość przeniknęła do poezji ludowej i stała się jej częścią.